# Caroline Monnot
Caroline Monnot (Champigny-sur-Marne, 1 de octubre de 1965) es una periodista francesa especialista en la ultraderecha. En octubre de 2020 fue nombrada directora de redacción del diario Le Monde, cargo que asumirá a partir del 1 de enero de 2021 sucediendo a Luc Bronner.

## Biografía
Diplomada por el Instituto de Estudios Políticos de París (1988) y el Centro de Formación de Periodistas de París (CFJ).
Empezó a trabajar en Le Monde en julio de 1989. Fue cofundadora junto a su colega Abel Mestre del blog “Droite (s) extreme (s)” en noviembre de 2009. Fue jefa adjunta del servicio político de Le Monde. Tras investigaciones sobre la extrema derecha denunciaron sufrir intimidaciones.
En 2011 publicó con Abel Mestre una encuesta sobre las redes del Frente Nacional. Estos dos especialistas de extrema derecha descifran los juegos de influencia que se desarrollan en torno a Marine Le Pen. Para el periódico Liberación, el trabajo muestra que detrás del "lavado de cara" político de Marine Le Pen se ocultan "prácticamente todos los familiares cercanos de los márgenes de la extrema derecha, a veces los más radicales, como los exmiembros del Grupo Unión Defensa”.
En octubre de 2020 se anunció que el 1 de enero de 2021 asumiría el puesto de jefa de redacción de Le Monde en sustitución de Luc Bronner después de haber sido adjunta.

## Publicaciones
- Avec Pierre-Angel Gay (1999). François Pinault milliardaire ou Les Secrets d’une incroyable fortune (en francés). Paris: Balland. p. 238. ISBN 2-7158-1213-2. OCLC 41529784.
- Avec Abel Mestre (2011). Le Système Le Pen. Impacts (en francés). Paris: Denoël. p. 198. ISBN 978-2-207-11050-8. OCLC 752413990.[6]